# Bernardo Gaviño
Bernardo Gaviño Rueda, né à Puerto Real (Espagne, province de Cadix) le 20 août 1812, mort à Mexico (Mexique) le 11 février 1886, était un matador espagnol.

## Présentation
Bernardo Gaviño reçoit ses premières leçons de Juan León « Leoncillo », dont il est parent éloigné. Il continue comme banderillero dans la cuadrilla de Bartolomé Ximénez Acosta. En 1835, Gaviño se rend en Amérique latine, notamment en Uruguay et à Cuba, puis au Mexique où il se fixe définitivement et où il devient l’un des principaux matadors du pays.
Le 31 janvier 1886 (À 73 ans, il torée encore occasionnellement !) dans les arènes de Texcoco (Mexique), il est gravement blessé par un taureau de la ganadería Ayala. Il meurt à Mexico le 11 février 1886.